# Leichtathletik-Europameisterschaften 1998/Marathon der Frauen

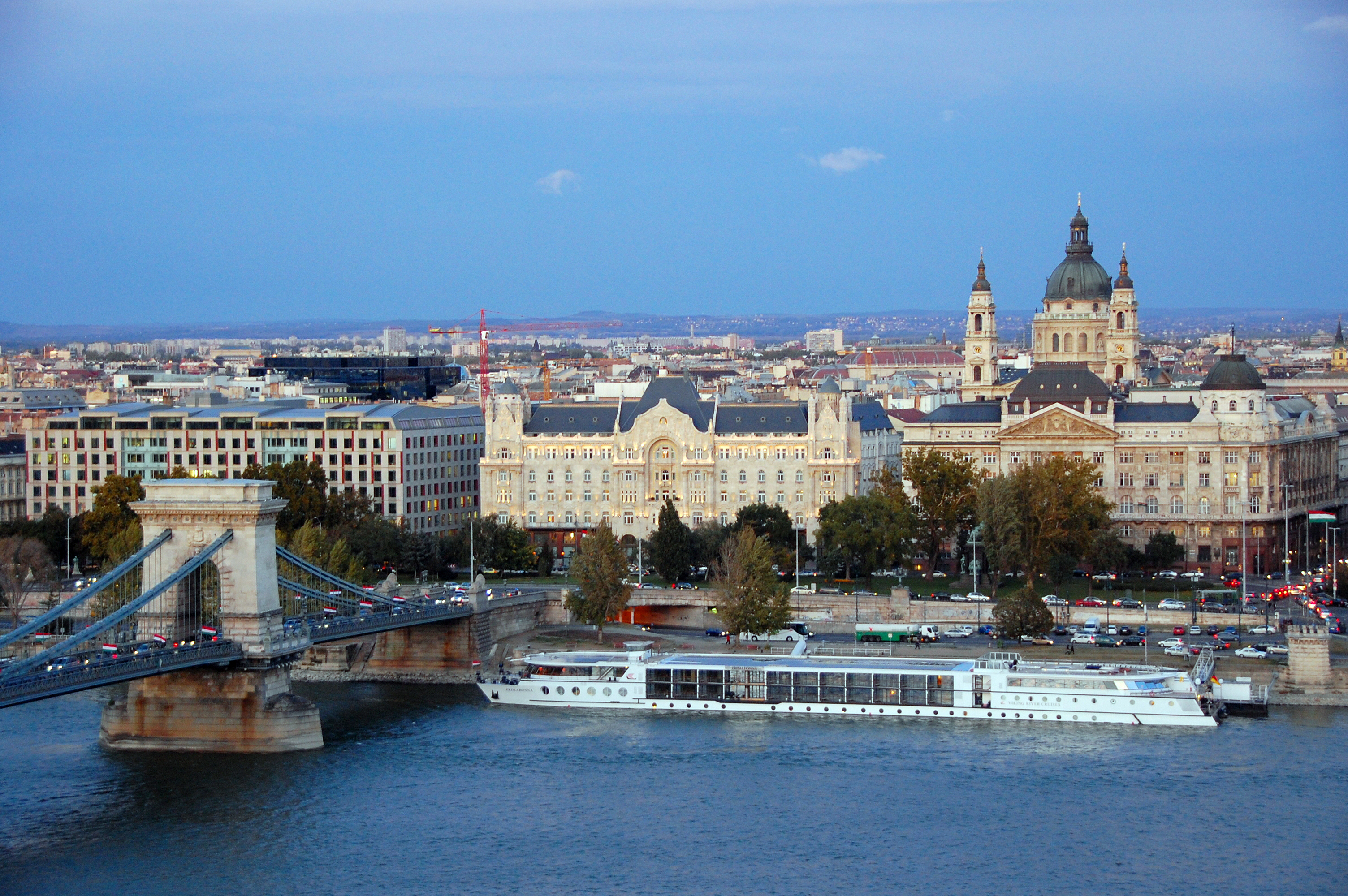
Blick auf Anleger Budapest im Jahr 1998

Der Marathonlauf der Frauen bei den Leichtathletik-Europameisterschaften 1998 fand am 23. August 1998 in Budapest, Ungarn, statt.
Die Portugiesin Maria Manuela Machado gewann den Lauf mit einem neuen Meisterschaftsrekord von 2:27:10 h. Vizeeuropameisterin wurde die Belarussin Madina Biktagirowa vor der Italienerin Maura Viceconte.
Wie bereits 1994 gab es eine Teamwertung, den sogenannten Marathon-Cup. Hierfür wurden die Zeiten der drei besten Läufer je Nation addiert. Die Wertung zählte allerdings nicht zum offiziellen Medaillenspiegel. Es siegte die Mannschaft aus Russland vor Italien und Deutschland.

## Rekorde / Bestleistungen
Anmerkung:
Rekorde wurden damals im Marathonlauf und Straßengehen wegen der unterschiedlichen Streckenbeschaffenheiten mit Ausnahme von Meisterschaftsrekorden nicht geführt.

### Bestehende Rekorde / Bestleistungen
| Weltbestleistung         | Tegla Loroupe      | 2:20:47 h | Rotterdam-Marathon 1988 | 19. April 1998  |
| Europäische Bestleistung | Ingrid Kristiansen | 2:21:06 h | London-Marathon 1985    | 21. April 1985  |
| Meisterschaftsrekord     | Rosa Mota          | 2:28:38 h | EM Stuttgart            | 26. August 1986 |

### Rekord- / Bestleistungsverbesserungen
Im Wettbewerb am 23. August wurde der bestehende EM-Rekord verbessert und darüber hinaus ga es eine neue nationale Bestleistung.
- Meisterschaftsrekord: 2:27:10 h – Maria Manuela Machado, Portugal
- Nationale Bestleistung: 2:33:4 h – Maria Polyzou, Griechenland

## Legende
Kurze Übersicht zur Bedeutung der Symbolik – so üblicherweise auch in sonstigen Veröffentlichungen verwendet:
| CR  | Championshiprekord                       |
| NBL | Nationale Bestleistung                   |
| DNF | Wettkampf nicht beendet (did not finish) |

## Ergebnis

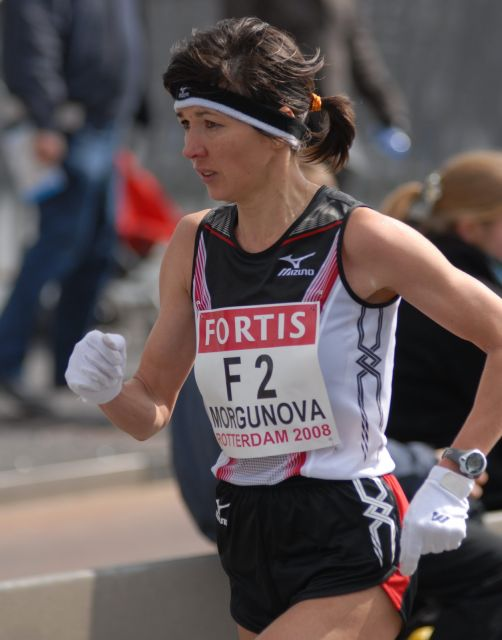
Ljubow Morgunowa – Platz sieben

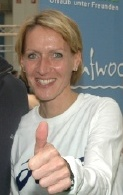
Claudia Dreher – Platz zehn

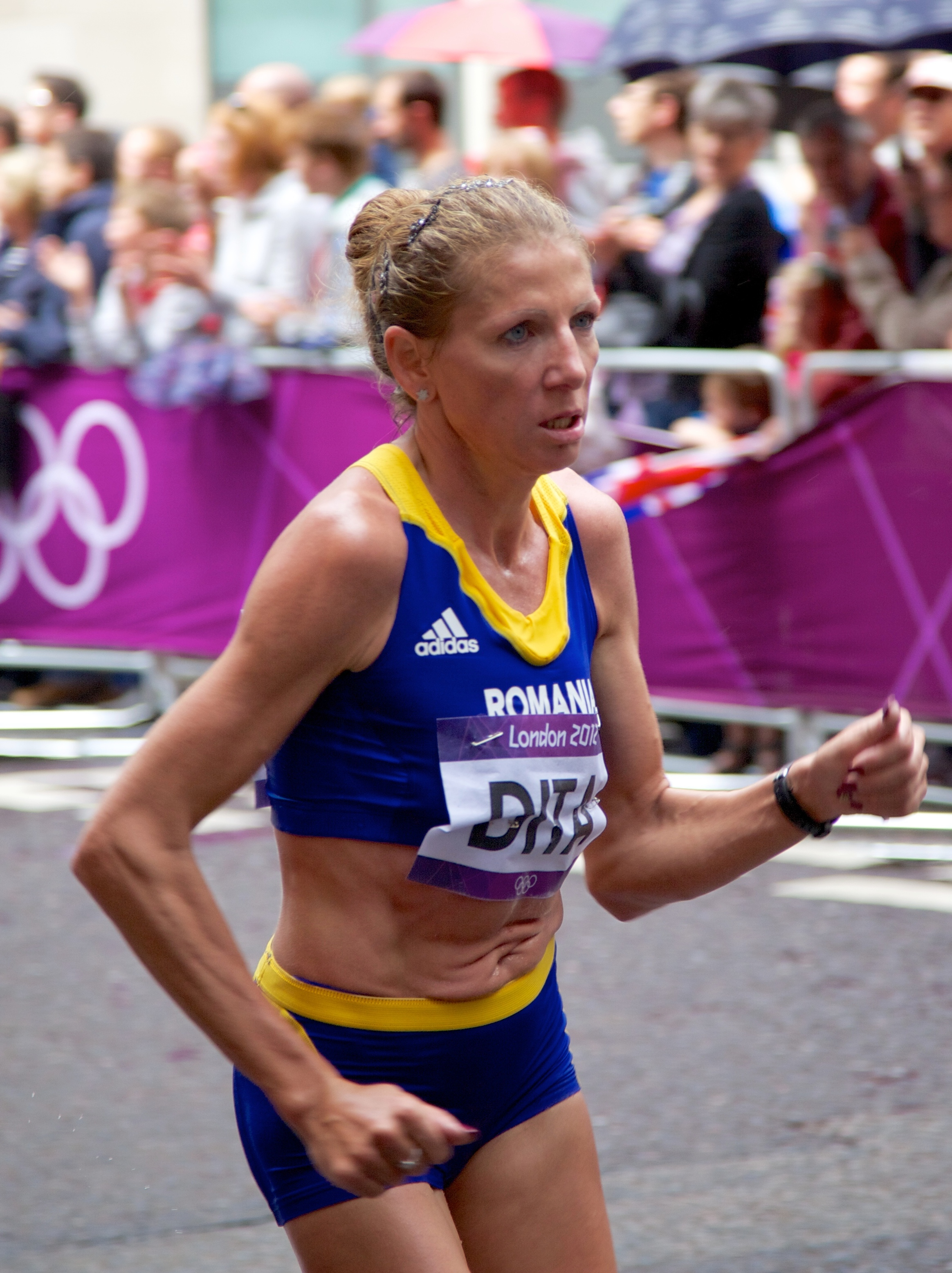
Constantina Diță – Platz siebzehn

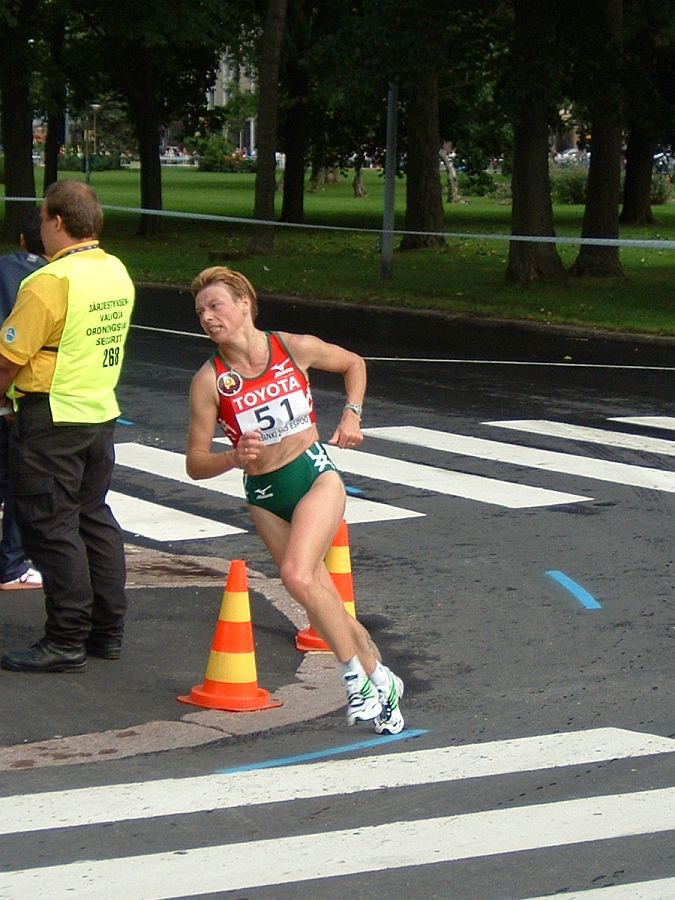
Halina Karnazewitsch – Platz 29

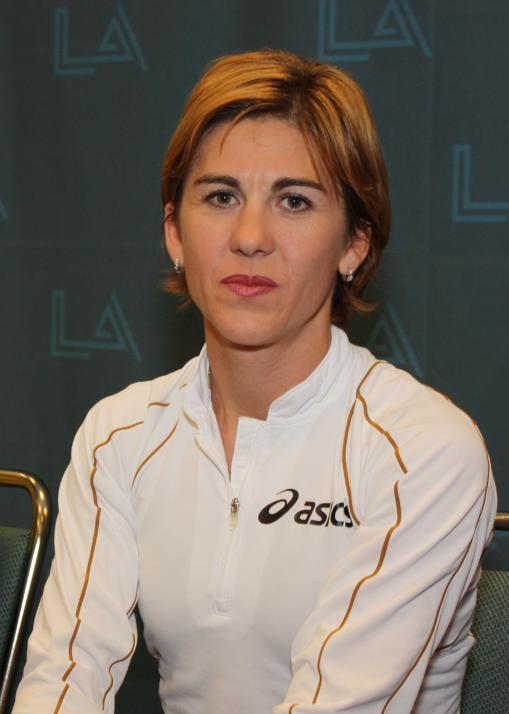
Nuța Olaru – Platz 34

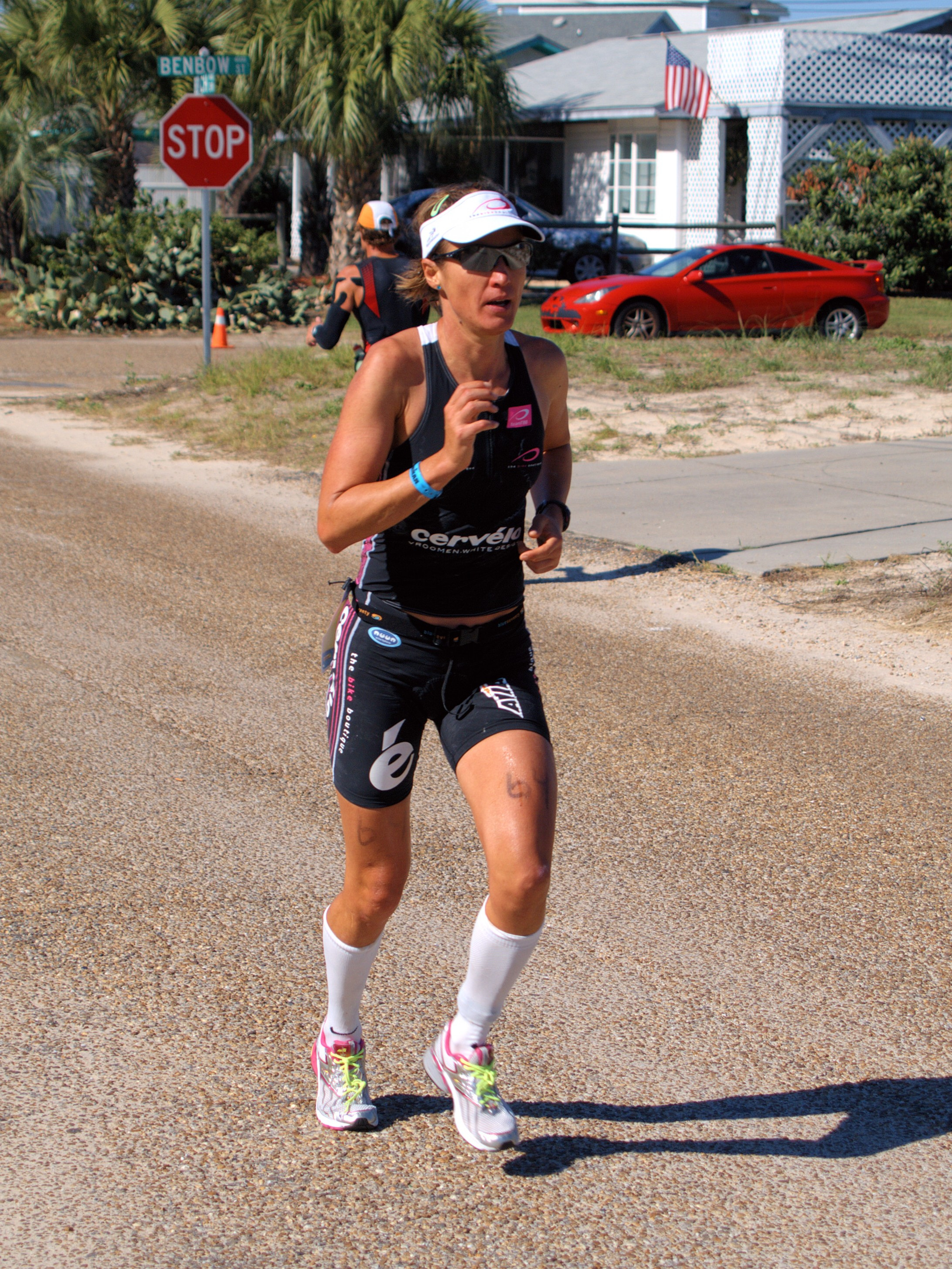
Erika Csomor – Platz 36

23. August 1998
| Platz | Athletin              | Land         | Zeit (h)    |
| ----- | --------------------- | ------------ | ----------- |
|       | Maria Manuela Machado | Portugal     | 2:27:10 CR  |
|       | Madina Biktagirowa    | Belarus      | 2:28:01     |
|       | Maura Viceconte       | Italien      | 2:28:31     |
| 04    | Franca Fiacconi       | Italien      | 2:28:59     |
| 05    | Marleen Renders       | Belgien      | 2:29:43     |
| 06    | Rocío Ríos            | Spanien      | 2:29:53     |
| 07    | Ljubow Morgunowa      | Russland     | 2:30:07     |
| 08    | Jelena Rasdrogina     | Russland     | 2:30:09     |
| 09    | Ljudmila Petrowa      | Russland     | 2:30:26     |
| 10    | Claudia Dreher        | Deutschland  | 2:31:10     |
| 11    | Renata Paradowska     | Polen        | 2:32:18     |
| 12    | Sonja Oberem          | Deutschland  | 2:32:36     |
| 13    | Maria Polyzou         | Griechenland | 2:33:40 NBL |
| 14    | Judit Földingné Nagy  | Ungarn       | 2:34:00     |
| 15    | Sylvia Renz           | Deutschland  | 2:34:05     |
| 16    | Christine Mallo       | Frankreich   | 2:34:19     |
| 17    | Constantina Diță      | Rumänien     | 2:34:35     |
| 18    | Irina Timofejewa      | Russland     | 2:34:44     |
| 19    | Gigliola Borghini     | Italien      | 2:35:25     |
| 20    | Maria Munoz           | Spanien      | 2:35:53     |
| 21    | Natalja Galuschko     | Belarus      | 2:36:26     |
| 22    | Nicole Lévêque        | Frankreich   | 2:36:52     |
| 23    | Aurica Buia           | Rumänien     | 2:36:55     |
| 24    | Francesca Zanusso     | Italien      | 2:37:19     |
| 25    | Manuela Veith         | Deutschland  | 2:37:32     |
| 26    | Adrana Barbu          | Rumänien     | 2:37:58     |
| 27    | Alena Masouka         | Belarus      | 2:38:01     |
| 28    | Yelena Viniskaya      | Belarus      | 2:38:08     |
| 29    | Halina Karnazewitsch  | Belarus      | 2:38:50     |
| 30    | Paola Vignati         | Italien      | 2:38:56     |
| 31    | Josetta Colmb-Janin   | Frankreich   | 2:39:20     |
| 32    | Spyridoula Souma      | Griechenland | 2:39:51     |
| 33    | Evelyne Mura          | Frankreich   | 2:41:31     |
| 34    | Nuța Olaru            | Rumänien     | 2:42:44     |
| 35    | Maryse le Gallo       | Frankreich   | 2:43:47     |
| 36    | Erika Csomor          | Ungarn       | 2:48:37     |
| 37    | Ágnes Kiss            | Ungarn       | 2:49:23     |
| 38    | Ida Kovács            | Ungarn       | 2:49:23     |
| 39    | Katerina Pratsi       | Zypern       | 2:59:24     |
| 40    | Eniko Feher           | Ungarn       | 2:59:50     |
| DNF   | Grete Kirkeberg       | Norwegen     |             |
| DNF   | Alina Gherasim        | Rumänien     |             |
| DNF   | Muickle Linsolas      | Frankreich   |             |
| DNF   | Agnes Jakab           | Ungarn       |             |
| DNF   | Ana Isabel Alonso     | Spanien      |             |
| DNF   | Vilija Birbalaitė     | Litauen      |             |
| DNF   | Patrizia Ritondo      | Italien      |             |

## Ergebnis Marathon-Cup
(nur sieben Teams in der Wertung)
| Platz | Land        | Athletinnen                                                       | Zeit (h) |
| ----- | ----------- | ----------------------------------------------------------------- | -------- |
| 1     | Russland    | Madina Biktagirowa Ljubow Wassiljewna Morgunowa Jelena Rasdrogina | 7:28:17  |
| 2     | Italien     | Maura Viceconte Franca Fiacconi Gigliola Borghini                 | 7:32:55  |
| 3     | Deutschland | Claudia Dreher Sonja Oberem Sylvia Renz                           | 7:37:51  |
| 4     | Rumänien    | Constantina Diță Aurica Buia Adriana Barbu                        | 7:49:28  |
| 5     | Frankreich  | Christine Mallo Nicole Lévéque Josette Colomb-Janin               | 7:50:31  |
| 6     | Belarus     | Natalja Galuschko Alena Masouka Yelena Viniskaya                  | 7:52:35  |
| 7     | Ungarn      | Judit Földingné Nagy Erika Csomor Ágnes Kiss                      | 8:12:00  |